# Observatori de Gaocheng
L'observatori astronòmic de Gaocheng, també conegut com a observatori de Dengfeng, és un monument històric Patrimoni de la Humanitat en el santuari del duc Zhou Gong, ciutat de Gaocheng, prop de Dengfeng a la província de Henan, Xina. El lloc té una gran tradició d'observacions astronòmiques ja des de l'època del Zhou Occidental i fins als inicis de la Dinastia Yuan. Avui dia es poden observar el gnòmon usat per al calendari Da Yan a l'any 729 dC i el gran observatori de la dinastia Yuan.

## Zhou Occidental
Es creu que el duc de Zhou hauria erigit un Ceyingtai (observatori que mesura l'ombra o gnòmon) per observar el sol. El seu interès en les matemàtiques i l'astronomia/astrologia és esmentat en el Chou Pei Suan Ching.

## Dinastia Tang
L'astrònom Yi Xing de la dinastia Tang va construir 20 gnòmons estandarditzats per tota la Xina per mesurar l'equació de temps depenent de la ubicació geogràfica. Després de seguir una proposició de Liu Zhuo l'any 604 dC, 10 d'aquests gnòmons van ser alineats al llarg del meridià 114° est de Greenwich, des de l'Àsia central en direcció sud fins a Vietnam, per determinar la circumferència de la Terra i les desviacions d'una esfera perfecta. Un d'aquests 10 observatoris va ser col·locat a Gaocheng. Els observatoris es van usar per establir el calendari Da Yan.
Al sud de l'observatori, en el temple dedicat a Zhou Gong, es pot trobar un gràfic del shigui fet per Yi Xing. Segons el Zhou Li (Ritus de Zhou) aquest lloc és el centre de la Terra.

## Dinastia Yuan
El gran observatori va ser construït l'any 1276, poc després de començar la dinastia Yuan, segons les ordres de Kublai Kan i va ser usat per Guo Shoujing i Wang Xun (1235-1281) per observar el moviment del sol, els estels i mesurar el temps.
Es va construir amb pedra i maons i donant-li forma aproximadament piramidal. Té dues parts: el cos i el shigui (també anomenat la regla que mesura el cel). Mesura 9,46 m. d'alt per si sol, i 12,62 m. si s'inclouen els dos habitacles del cim. Aquest gnòmon tan poc convencional consisteix en una barra muntada horitzontalment entre les dues habitacions. El shigui, que s'estén cap al nord, mesura 31,19 m. de llarg i 0,53 m. d'ample i està fet de pedra i de 36 peces quadrades de pissarra amb dos canals paral·lels damunt que s'omplien d'aigua per mesurar el seu anivellat. La ubicació del shigui coincideix amb la direcció que usem avui dia per indicar el meridià. Durant els mesuraments es col·locava una barra en el buit entre les habitacions a través d'unes ranures i l'ombra que projectava el jingfu (instrument amb molts forats el nom dels quals es tradueix com a definidor d'ombres) als canals s'usava per mesurar la seva posició amb una precisió que no es desviava més de dos mil·límetres. En el solstici d'hivern la longitud de l'ombra al migdia és gairebé tan llarga com el shigui.
Les extremadament precises observacions es van utilitzar per crear el nou calendari Shoushi (calendari que atorga les estacions) l'any 1281, que es va mantenir en ús durant 364 anys. Es va determinar que la longitud de l'any tropical era de 365 d 5 h 49 m 20 s, un valor que pràcticament coincideix amb el valor del calendari gregorià però obtingut 300 anys abans i que amb prou feines difereix 26 segons dels mesuraments moderns.
Laplace va aplicar l'any 1787 aquests mesuraments per comprovar els seus càlculs sobre els canvis al llarg dels segles en l'obliqüitat de la eclíptica i en l'excentricitat de l'òrbita de la Terra.
És el primer d'una sèrie de 27 observatoris construïts al començament de la dinastia Yuan i l'observatori més antic encara en peus en tota la Xina.

## Galeria d'imatges

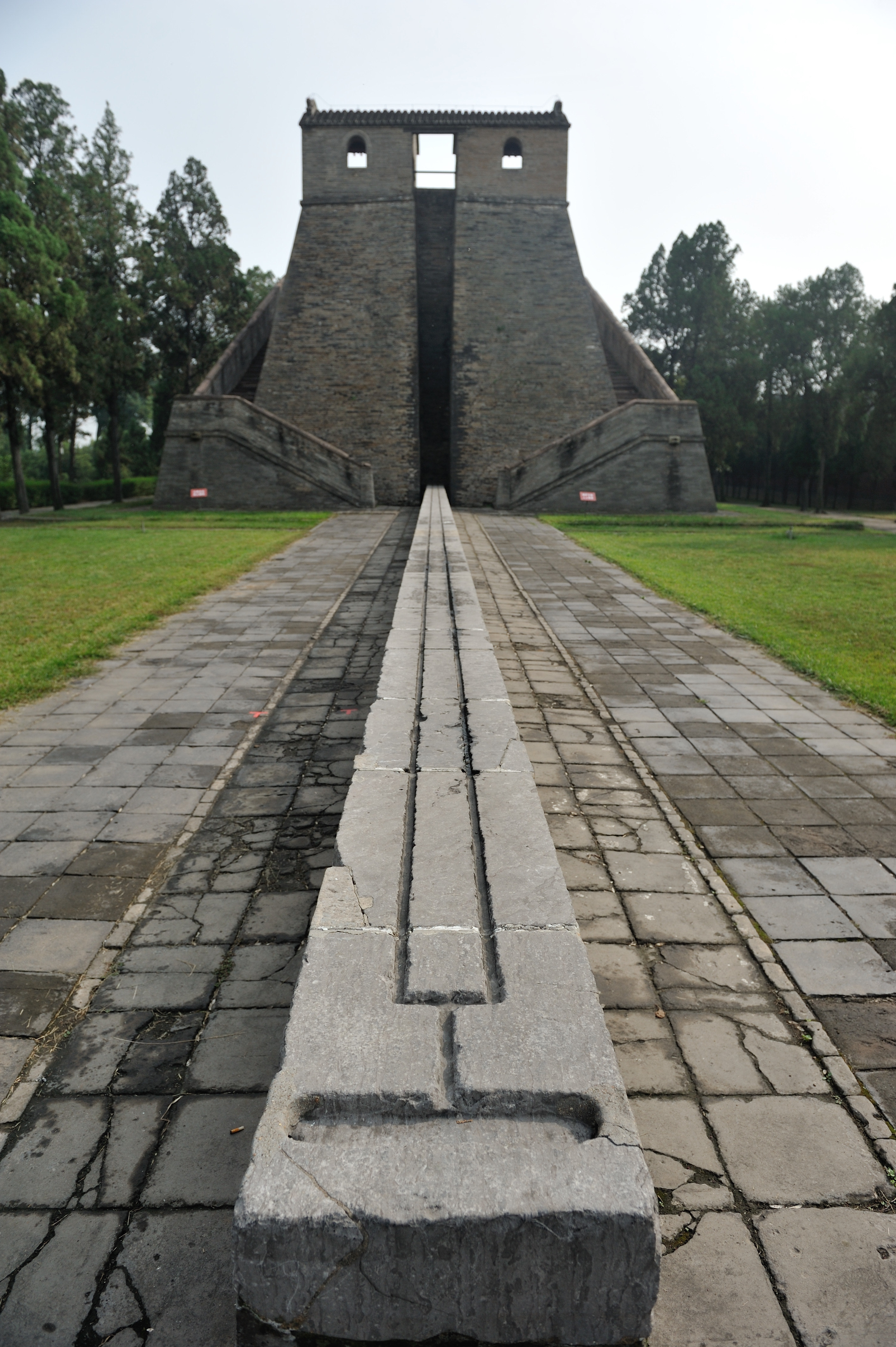
Observatori de Gaocheng
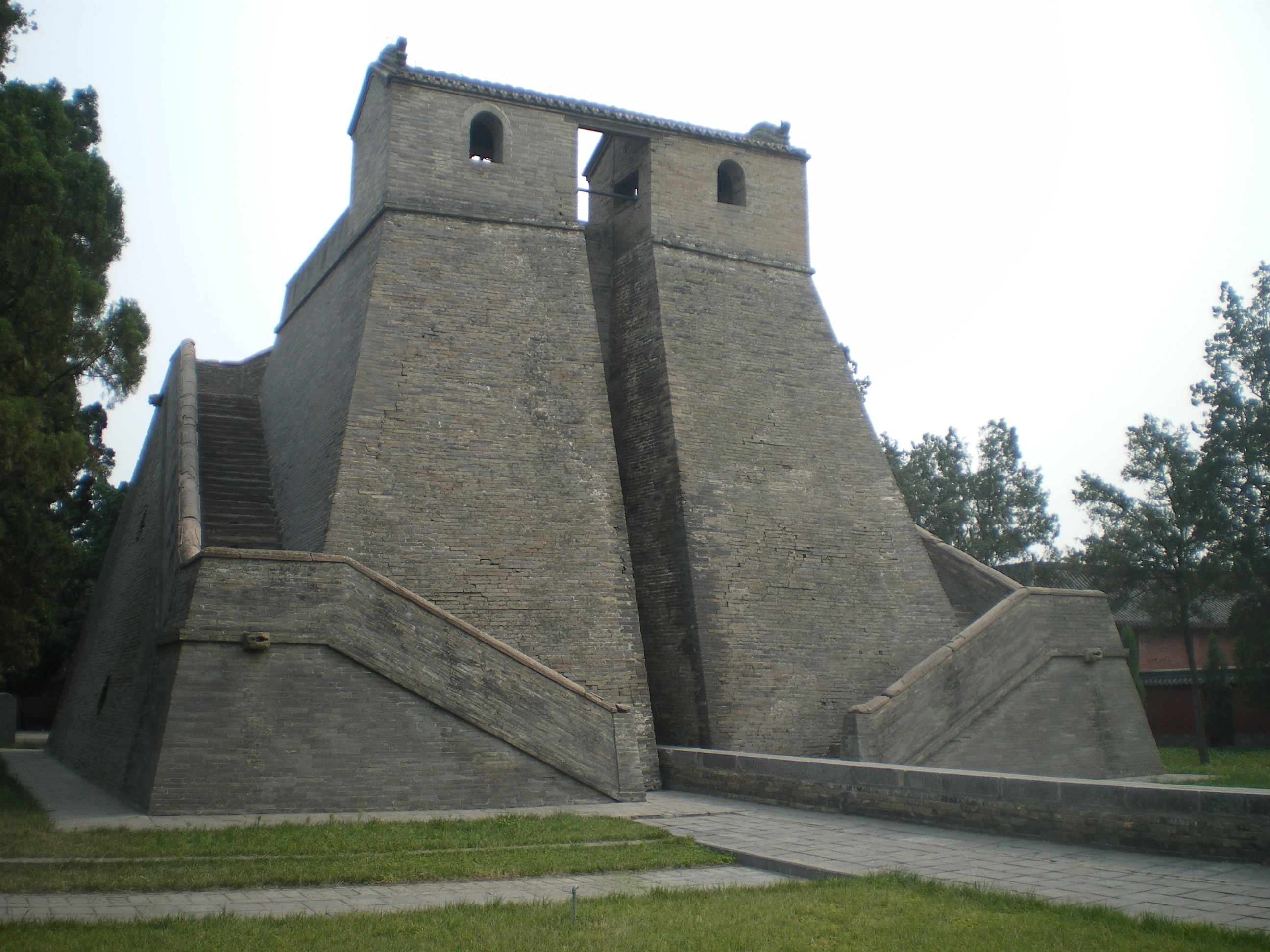
Observatori
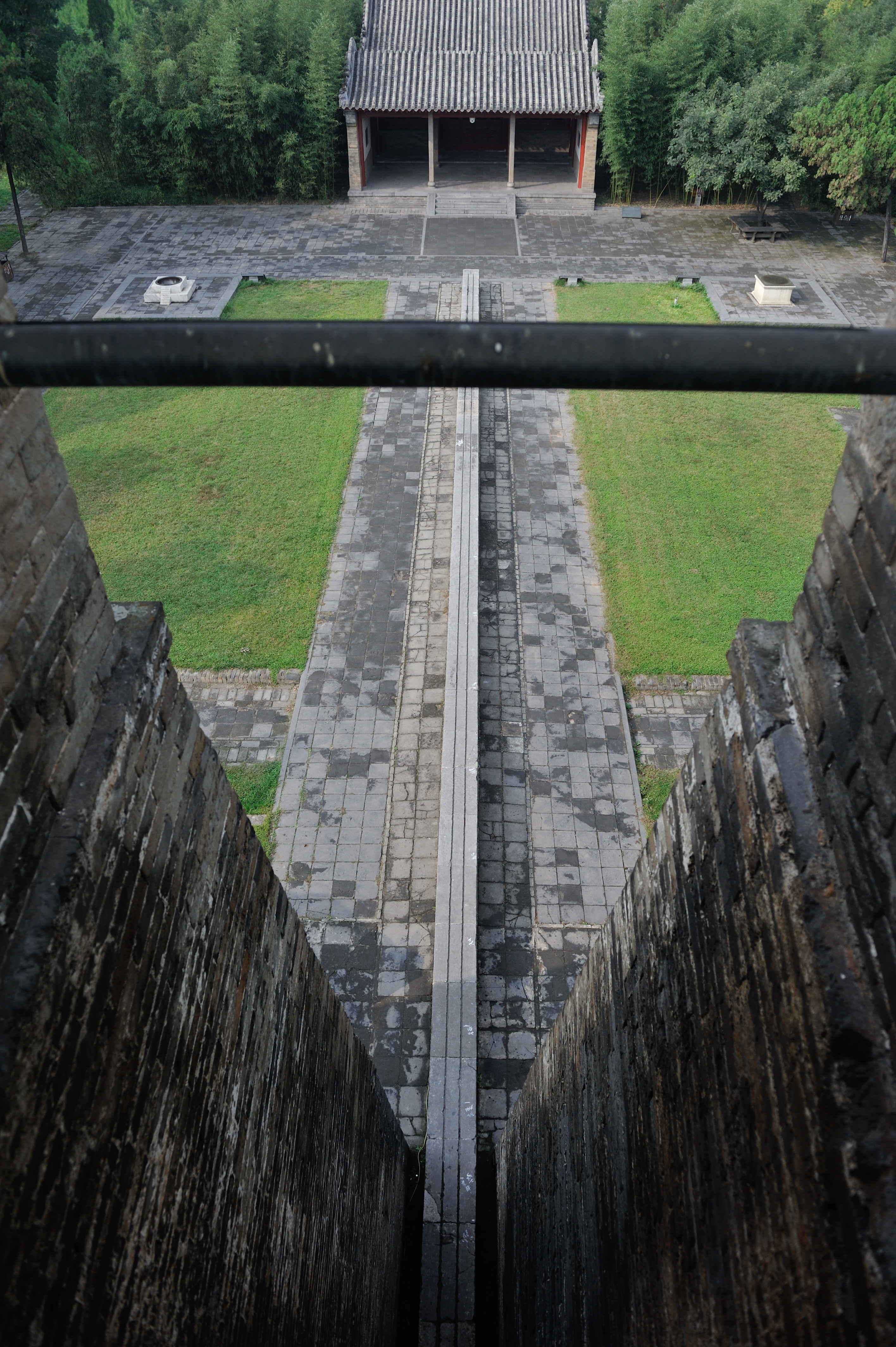
El shigui vist des de l'observatori